# Мойжримас, Стасис Адомович
Стасис Адомович Мойжримас — советский литовский хозяйственный деятель, Герой Социалистического Труда.

## Биография
Родился в 1906 году в Алитусе. Член КПСС с 1960 года.
В 1922—1944 — каменщик на стройках Каунаса и Каунасского уезда Литвы.
В 1944—1969 — бригадир каменщиков Каунасского строительного треста Министерства строительства Литовской ССР.
Указом Президиума Верховного Совета СССР от 9 августа 1958 года присвоено звание Героя Социалистического Труда с вручением ордена Ленина и золотой медали «Серп и Молот».
Депутат Верховного Совета Литовской ССР 5-6-го созывов.
Умер в 1971 году в Каунасе.

## Награды и звания
- Герой Социалистического Труда (09.08.1958)
- Орден Ленина (09.08.1958)